# توني ميدلتون
توني ميدلتون (1 فبراير 1964 - )  (بالإنجليزية: Tony Middleton)‏ هو لاعب كريكت بريطاني. شارك مع منتخب إنجلترا للكريكت.

## وصلات خارجية
- توني ميدلتون على موقع إي آس بي آن كريك إنفو (الإنجليزية)